# Guru Josh
Guru Josh (настоящее имя — Пол Уолден англ. Paul Walden, 6 июня 1964 года Джерси, Нормандские острова — 28 декабря 2015 года Ибиса, Испания) — диджей, музыкальный продюсер, композитор c Джерси принимавший активное участие на пост—эйсид-хаус сцене. Получил известность благодаря своему синглу «Infinity», изначально выпущенному на лейбле Уолдена Infinity Productions в 1989 году. В 1990 году был переиздана BMG Records.

## Карьера
Пол — сын дантиста с Джерси, Харольда Уолдена. После обучения на дантиста в 1981 году становится конферансье и клавишником в джерсейском ночном клубе Сандс, выступает по именами Синдрон и Животное и его Бешеный орган. В 1983 уезжает в Сан-Франциско чтобы писать музыку, работал шофером и художником и написал только 2 микса, позднее вернулся в Великобританию. В 1988 году впервые попробовал экстази в Лондонском пабе, где выступал совместно с рок группой «Joshua Cries Wolf», после чего перешёл из рок музыки в хаус.
В 1989 году Guru Josh выпускает «Infinity», также известную как «Infinity (1990’s… Time for the Guru)», со своего дебютного альбома Infinity. Трек изначально был записан для складской вечеринки друга Пола с таким же названием, где и привлекла внимание DJ Mike Pickering, который стал играть её в клубе Haçienda. Трек стал популярен в Германии, Великобритании, Португалии и Австрии. Песня переиздавалась в различных вариантах много раз по сей день, самый популярный вариант ремикс DJ Klaasа 2008 года.
Позднее в 1990 году Пол выпустил еще несколько треков, таких как «Freaky Dreamer», «Holographic Dreams», и «Whose Law (Is It Anyway?)», который добрался до 26 и 12 мест в хит-парадах Великобритании и Германии соответственно. В 1991 году вышел трек «Hallelujah». Вскоре после этого, Пол занялся выпуском медиа продукции, под именем Dr. Devious и VR выпускает серию видеоклипов «Dance in Cyberspace», также делал видеоклипы для MTV.
На волне успеха «Infinity» Пол переезжает на Ивису и концентрируется на изобразительном искусстве и управлении промоутерской компанией.
В 2007 году совместно с Андресом Нюменом и Дарреном Бэйлли сформирована группа Guru Josh Project и подписан контракт с Big City Beats. В 2008 году группа переиздает трек «Infinity» под названием «Infinity 2008», ремикс Klaasа на трек становится хитом номер 1 в Бельгии, Нидерландах, Франции и Дании, а также в Czech airplay chart и Eurochart Hot 100. В 2010 году выходит новый сингл под названием «Frozen Teardrops». В марте 2011 года выходит следующий сингл «Love of Life» с более современным и энергичным хаусовым звуком, на трек были изданы ремиксы Sgt Slick, Digital Freq и The Fusion & DJ Dima June.
В 2012 году увидел свет новый ремикс на трек «Infinity» в исполнении DJ Antoine, который попал в 20 лучших треков в хит-парадах Австрии, Германии и Швейцарии, а также использовалась в рекламе мороженого в этих странах.
Позднее занимался созданием 3D скульптур из стекла, которые продавал на маленьких выставках в Нью-Йорке, Мадриде, Париже и Берлине.
28 декабря 2015 года в возрасте 51 года покончил с собой у себя дома из-за депрессии, начавшейся после того как его бросила девушка.

## Дискография

### Альбомы
- Infinity #41 UK Singles Chart,[9] #80 ARIA Charts,[10] #15 Ö3 Austria Top 40,[11] #23 Media Control Charts,[12] #79 MegaCharts,[13] #22 Schweizer Hitparade[14]

### Синглы
| 1989                                                             | «Infinity»                                                                | 5  | 4  | 5  | — | — | 2  | 8  | —  | 3  | 5 | — | 4  |
| 1990                                                             | «Whose Law (Is It Anyway?)»                                               | 26 | 64 | 18 | — | — | 12 | 23 | —  | 30 | — | — | 14 |
| 2008                                                             | «Infinity 2008» (as Guru Josh Project)                                    | 3  | —  | 3  | 6 | 1 | 4  | 10 | 20 | 1  | 3 | 8 | 2  |
| 2009                                                             | «Let Me Know (Infinity)» (as Copycatz pres. P.Six vs. Guru Josh Project ) | —  | —  | —  | — | — | 71 | —  | —  | —  | — | — | —  |
| 2009                                                             | «Crying In The Rain» (as Guru Josh Project)                               | —  | —  | —  | — | — | —  | —  | —  | —  | — | — | —  |
| 2009                                                             | «Eternity» (as Guru Josh)                                                 | —  | —  | —  | — | — | —  | —  | —  | —  | — | — | 24 |
| 2010                                                             | «Frozen Teardrops» (as Guru Josh)                                         | —  | —  | —  | — | — | —  | —  | —  | —  | — | — | —  |
| 2011                                                             | «Love of Life» (as Guru Josh)                                             | —  | —  | —  | — | — | —  | —  | —  | —  | — | — | —  |
| 2012                                                             | «Infinity 2012» (as Guru Josh)                                            | —  | —  | 10 | — | — | 14 | —  | —  | —  | — | — | 16 |
| Знак «—» означает, что песня не вошла в чарт или не была издана. |                                                                           |    |    |    |   |   |    |    |    |    |   |   |    |